# Kathedraal van Chester
De kathedraal van Chester is een anglicaanse kathedraal in Chester, Engeland. Al sinds 1541 is de kathedraal de zetel van de bisschop van Chester.

## Geschiedenis
De stad Chester was een belangrijke plaats in de Romeinse Tijd. Er zijn vermoedens dat er in die tijd een basiliek stond in de stad. In 1093 werd er een benedictijnse abdij gebouwd. De oudste gedeelten van de huidige kathedraal komen van deze abdij. De abdijkerk was op dat moment nog niet de kathedraal van Chester.
In 1538 werd, met de ontbinding van de kloosters onder Hendrik VIII van Engeland, de abdij ontbonden. Drie jaar later werd de abdijkerk verheven tot kathedraal op bevel van de koning. Waar de abdij nog was opgedragen aan Werburgh, werd de kathedraal opgedragen aan Christus en de Heilige Maagd Maria.
Vanaf de 19e eeuw is de kathedraal meerdere malen gerestaureerd en in de 20e eeuw werd er nog een vrijstaande toren bij de kathedraal gebouwd. In 1922 werd er bij de kathedraal een monument onthuld voor soldaten die sneuvelden in de Eerste Wereldoorlog. Sinds 1955 zijn de kathedraal en de bijbehorende abdijgebouwen Grade I-bouwwerken.